# Obadiah Gardner
Obadiah Gardner (Port Huron, 1852. szeptember 13. – Augusta, 1938. július 24.) az Amerikai Egyesült Államok szenátora (Maine, 1911–1913).